# Walter Drechsel
Walter Drechsel (* 7. April 1902 in Pirna; † 20. Dezember 1977 in Baden-Baden) war ein deutscher Ingenieur, Unternehmer und Politiker (FDP).

## Leben und Beruf
Nach dem Abitur nahm Drechsel ein Studium der Ingenieurwissenschaften an der Technischen Hochschule Dresden auf, das er 1925 mit der Prüfung als Diplom-Ingenieur beendete. Während seines Studiums wurde er Mitglied des Corps Thuringia Dresden. Nach seinem Studium arbeitete er in der Papierindustrie. Er war von 1929 bis 1932 wissenschaftlicher Assistent am Institut für Textil- und Papiertechnik der TH Dresden, promovierte dort zum Dr.-Ing. und fungierte anschließend als Technischer Gutachter in einem Sachverständigengremium der Papierindustrie. 1935 wechselte er an die Überwachungsstelle für Papier nach Berlin. Von 1938 bis 1945 war er Geschäftsführer der Fachgruppe Papiererzeugung.
Drechsel war ab 1946 Geschäftsführer und Fabrikdirektor der Firma R. Rube & Co. GmbH, einer Pergamentfabrik mit Druckerei und Papierverarbeitung in Weende.

## Abgeordneter
Drechsel war seit 1948 Ratsmitglied der Gemeinde Weende und Kreistagsmitglied des Kreises Göttingen. Dem Deutschen Bundestag gehörte er von 1953 bis 1957 an. Im Parlament vertrat er den Wahlkreis Göttingen – Münden.